# Квинт Лукреций Веспилон
Квинт Лукреций Веспилон (на латински: Quintus Lucretius Vespillo) e римски политик и военен по августовото време на ранната Римска империя.

## Биография
Той е син на Квинт Лукреций Веспилон, който е оратор и юрист, проскрибиран от Сула и убит.
В гражданската война между Цезар и Помпей Лукреций стои първо на страната на помпеанците и през 49 пр.н.е. получава флота. През 43 пр.н.е. е проскрибиран от втория триумвират и по-късно помилван.
През 20 пр.н.е.. по време на неспокойствията при консулските избори в Рим, Лукреций е изпратен като извънреден посланик на сената при Август в Атина, който го обявява за консул за годината 19 пр.н.е. През 19 пр.н.е. Лукреций става консул заедно с Гай Сентий Сатурнин.
Лукреций е женен за Турия.